# جربارة منحنية الحراشف
جربارة منحنية الحراشف (الاسم العلمي:Gerbera curvisquama) هي نوع من النباتات تتبع جنس الجربارة من الفصيلة النجمية.